# NGC 4158
NGC 4158 is een spiraalvormig sterrenstelsel in het sterrenbeeld Hoofdhaar. Het hemelobject werd op 27 april 1785 ontdekt door de Duits-Britse astronoom William Herschel.

## Synoniemen
- UGC 7182
- MCG 3-31-60
- ZWG 98.84
- IRAS 12086+2027
- PGC 38802